# Törés (hullám)

Hullámok törése egyenes közeghatáron

Hullámtörés akkor következik be, amikor hullámtani szempontból különböző közegek határára ferdén érkező hullám terjedési iránya az új közegben megváltozik.
Két közeg hullámtani szempontból különböző, ha bennük ugyanannak a hullámnak különböző a terjedési sebessége. Hullámtanilag sűrűbbnek (illetve ritkábbnak) nevezünk egy közeget, ha kisebb (illetve nagyobb) benne a hullám terjedési sebessége:
csűrűbb= itt a hullámoknak kisebb a sebessége,
critkább= itt nagyobb a sebessége.
A két közeg anyagának hullámtörő képességét jellemző ún. relatív törésmutató a terjedési sebességek hányadosa, jele: n2,1, azaz
{\displaystyle n_{2,1}={\frac {c_{1}}{c_{2}}}.}
A törésmutató két közeg anyagi minőségére jellemző állandó. Az egyszerűség és a szemléletesség kedvéért a továbbiakban homogén közegeket vizsgálunk, amelyekben a hullám terjedési sebessége minden irányban azonos, a közegek határát pedig egyenesnek vagy síknak választjuk.

## Hullámtörési törvény
- A beeső sugár (a beeső hullám haladási iránya mint vektor), a beesési merőleges (a törési határra a beeső sugárral vett metszéspontban állított merőleges egyenes) és a megtört sugár (a megtört hullám haladási iránya mint vektor) egy síkban vannak, és
- a beesési szög (a beeső sugár és a beesési merőleges szöge, α) szinuszának és a törési szög (a megtört sugár és a beesési merőleges szöge, β) szinuszának hányadosa egyenlő a törésmutatóval, azaz

{\displaystyle {\frac {\sin \alpha }{\sin \beta }}={\frac {c_{1}}{c_{2}}}=n_{2,1}.}

## Magyarázata

Az új hullámfront létrejöttének magyarázata a Huygens-elv segítségével

Amikor a hullám új közeg határához ér, a határvonalon a hullámfront minden pontját elemi, pontszerű hullámforrásnak tekinthetjük. A terjedési sebesség ismeretében a határ minden pontjában megrajzolható egy körrel, hogy egy bizonyos időpillanatban meddig jutott el a belőle korábban kiindult, már megtört elemi hullám. A Huygens-elv szerint az új hullámfrontot ezen új elemi hullámok burkolófelülete adja.
A beesési és a törési szögek szinuszainak aránya visszavezethető két derékszögű háromszög megfelelő oldalainak az arányára a következőképpen. A jobb oldali ábrán a két közeg sárga és kék színnel van jelölve, a beesési merőleges pedig szaggatott vonallal.
Észrevehetjük, hogy a beesési szög (fekete α) és a piros háromszög α szöge merőleges szárú szögek, és mindkettő hegyesszög, tehát nagyságuk megegyezik. Ugyanezért egyezik meg a törési szög (fekete β) nagysága a kék háromszög β szögével. Felírhatjuk azt is, hogy λ1=c1·t, és λ2=c2·t, ahol
- c1 és c2 a hullám terjedési sebessége a két közegben,
- t pedig az az idő, ami alatt a beeső és az új, megtört hullámfront A-ból B-be ér.

A piros és a kék derékszögű háromszög átfogója közös, így
{\displaystyle {\frac {\sin \alpha }{\sin \beta }}={\frac {\frac {\lambda _{1}}{AB}}{\frac {\lambda _{2}}{AB}}}={\frac {\lambda _{1}}{\lambda _{2}}}={\frac {c_{1}t}{c_{2}t}}={\frac {c_{1}}{c_{2}}}.}

## A fény esetében
A fény is hullám, mégpedig elektromágneses hullám. A fénytörés a hullámtörés alesete. Speciálisan a fénytörésnél a Snellius–Descartes-törvényről beszélünk.

## Külső hivatkozások
- Magyarított Flash animáció egy síkhullám töréséről Archiválva 2012. október 13-i dátummal a Wayback Machine-ben, ill. törés nélküli áthaladásáról Archiválva 2012. október 13-i dátummal a Wayback Machine-ben egy olyan közegen, melyben lassabban terjed. Szerző: David M. Harrison
- Fizikakönyv.hu – A hullámok törése